# Pentagon Federal Credit Union
Le Pentagon Federal Credit Union (PenFed) est une coopérative de crédit fédérale américaine supervisée par le National Credit Union Administration (en) (NCUA). En juin 2010, elle est la deuxième plus grande institution de ce type aux États-Unis avec des avoirs de 14,3 milliards USD et environ 1 million de membres, principalement des soldats américains et les membres de leur famille. Son siège social se trouve à Alexandria, en Virginie.
En plus des services d'épargne, de chèques et de prêts, elle émet des cartes de crédit.

## Histoire
En janvier 2011, une base de données contenant des informations personnelles et financières sur ses membres a été illégalement consultée.